# Stephanopis exigua
Stephanopis exigua là một loài nhện trong họ Thomisidae.
Loài này thuộc chi Stephanopis. Stephanopis exigua được Hercule Nicolet miêu tả năm 1849.